# Xylopia ochrantha
Xylopia ochrantha är en kirimojaväxtart som beskrevs av Carl Friedrich Philipp von Martius. Xylopia ochrantha ingår i släktet Xylopia och familjen kirimojaväxter. Inga underarter finns listade i Catalogue of Life.